# Remington 1911 R1
Remington 1911 R1 — самозарядний пістолет, створений за зразком класичного пістолета Colt 1911, який служив американським військовим понад сто років. Як і Colt 1911, пістолет Remington 1911 лише одинарної дії та має запобіжник в руків'ї, а також кнопку запобіжник; також він має запобіжник бойка, як у моделі Colt Series 80.

## Історія
В 1918 році Remington Arms випустили пістолет на базі Colt 1911 після отримання контракту від уряду США  на виробництво пістолетів. Війна закінчилася через рік і Remington закрили виробництво М1911 в 1919 році, в квітні 2010 року компанія анонсувала відновлення виробництва М1911. Цього разу пістолет почали випускати під назвою Remington 1911 R1. Цей пістолет став першим пістолетом компанії Remington за 12 років, оскільки останній пістолет який випускала компанія, Remington XP-100, було знято з виробництва в 1998 році.

## Варіанти

### Model 1911 R1 Carry
На відміну від іншої лінійки R1 з литими рамками, моделі Carry мали ковані затвор та раму з вуглецевої сталі з ціликом компанії Novak, мушку Trijicon, рифлені накладку 25-LPI на передній частині руків'я та кожух головної пружини, ствол з неіржавної сталі, двобічний запобіжник, запобіжник на руків'ї "бобровий хвіст" також з рифленням 25-LPI, алюмінієвий спусковий гачок з отворами, знижений та розширений порт викидання гільз, покращений курок та щічки з деревини кокоболо. Пістолет пропонують моделі з довжиною стволу 5-дюймів Government та 4+1⁄4-дюйми Commander, обидва під набій .45 ACP з рекомендованою роздрібною ціною в 1067.00 доларів США на початок 2018 року.

### Model 1911 R1 Столітній
Серед особливостей моделі латунна бусина на мушці, спеціальні руків'я з медальйоном Remington та спеціальне гравірування на честь сторіччя пістолета М1911.

### Model 1911 R1 Столітній обмежений випуск
На затворі нанесено гравіювання з 24-каратного золота. Також має карбонове воронування та бусину на мушці з 14-каратного золота.

### Model 1911 R1 Покращений
Має покращені курок та спусковий гачок, збільшену кнопку розмикання магазина, більш широкий захист для великого пальця, а також спеціальні щічки руків'я з канавками для великого пальця. Має регульований цілик та червону волоконно-оптичну мушку. Продається з двома магазинами з накладками, кожний на 8 набоїв.

### Model 1911 R1 Покращений з гвинтовою нарізкою стволу
Модель така сама, що і Покращений, але на дульному зрізі має гвинтову нарізку для встановлення глушника. Також має вищі мушку і цілик для стрільби з глушником.

### Model 1911 R1 Неіржавний
Ідентичний до оригіналу, але має неіржавну матовані раму, затвор та різні дрібні деталі.